# 海燕ホテル・ブルー
『海燕ホテル・ブルー』（かいえんホテル・ブルー）は、船戸与一による日本の小説、またそれを原作とした日本映画。
人間の情念の狂気、男たちの共同幻想が、一人の女、ファム・ファタールによって崩れ、狂っていく様を描く。

## あらすじ
獄中で殺された仲間の復讐を胸に誓い、刑期を終えて出所した藤堂幸男は、かつて自分を裏切った棚橋洋次への復讐を果たすために海、黒い砂漠、溶岩だらけの山に囲まれた町へとやって来た。しかし、そこで出会った謎の女・梨花により大きく運命を狂わされる。

## 映画
2012年（平成24年）3月24日公開。監督・若松孝二。主演・片山瞳、地曵豪。
若松孝二は、『実録・連合赤軍 あさま山荘への道程』『キャタピラー』『11・25自決の日 三島由紀夫と若者たち』の「昭和三部作」撮影を終えてから、旧友である船戸与一の同名小説を元に、思い切り遊んで撮ったという、1960年代の若松映画を彷彿とさせる荒野の密室劇ともいえる作品である。
地曵豪、井浦新、大西信満ら若松組の常連俳優を起用し、ヒロインには若松作品初参加となる片山瞳が起用された。

### 出演者
- 片山瞳：謎の女、梨花
- 地曵豪：藤堂幸男
- 井浦新（ARATA）：富谷正和
- 大西信満：警官
- 廣末哲万：棚橋洋次
- ウダタカキ：右田浩平
- 岡部尚：店の常連客、祐之
- 渋川清彦：岸部隆一
- 中沢青六、水上竜士、東加奈子 ほか

### スタッフ
- 監督・製作・企画：若松孝二
- 原作・題字：船戸与一
- 音楽：ジム・オルーク
- 脚本：黒沢久子、若松孝二
- 撮影：辻智彦、満若勇咲
- 照明：大久保礼司
- 録音：宋晋瑞
- 編集：坂本久美子（ジェイ・フィルム）
- ガンエフェクト：浅生マサヒロ
- 美術：野沢博実
- 整音：中山隆匡
- 助監督：大友太郎、冨永拓輝
- メイキング：木全哲
- スティール：岡田喜秀
- キャメラ：パナソニック（P2HD）
- MA：Cinema Sound Works
- ラボ：ヨコシネ ディー アイ エー
- ラインプロデューサー：大友麻子、大日方教史
- プロデューサー：尾崎宗子
- 製作：若松プロダクション、スコーレ株式会社